# Мілаццька трансгресія
Мілаццька трансгресія (рос. милаццская трансгрессия, англ. Milazzian transgression, нім. Milazza-Transgression f) ― міжльодовикова нижньоплейстоценова трансгресія Середземного моря, відклади якої складають морську терасу висотою 55-60 м на Півдні Італії. Імовірно відповідають гюнц-міндельському потеплінню. Від назви м. Мілаццо (Milazzo), що на о. Сицилія. 